# Euclichthys
Euclichthys is een geslacht van straalvinnige vissen uit de familie van de Euclichthyidae.

## Soorten
- Euclichthys microdorsalis Last & Pogonoski, 2020
- Euclichthys polynemus McCulloch, 1926
- Euclichthys robertsi Last & Pogonoski, 2020